# Jaroslav Roubík
Jaroslav Roubík (* 17. září 1977 v Praze, v Československu) je český hokejový útočník, který odehrál v první lize přes tisíc utkání za Beroun, Hradec Králové a Ústí nad Labem.

## Kariéra
Jaroslav Roubík je odchovencem Sparty Praha, ve které hrál už za žáky, dorost a juniory a v sezóně 1996/97 poprvé nastoupil v České extralize dospělých, ale ve 4 zápasech nebodoval. V sezóně 1999/00 nastoupil za Spartu v šesti zápasech Extraligy a po zbytek sezóny hrál 1. české hokejové lize, když hrál ve 48 zápasech za Beroun. Playoff 2000 hrál, ale opět za Spartu a vybojoval s ní titul mistra české Extraligy.[zdroj?] V sezóně 2000/01 hrál opět za Berounské Medvědy v 1. lize, ale přestoupil v Extralize ze Sparty do týmu HC Vagnerplast Kladno ve kterém hrál 6 zápasů Extraligy. V sezóně 2001/02 přestoupil i v 1. lize z Berouna do KLH Chomutov. V sezóně 2002-03 přestoupil z Chomutova do týmu HC VČE Hradec Králové ve kterém si v sezóně 2003/04 připisoval v průměru více než jeden bod na zápas. V sezóně 2004/05 hrál ve dvou zápasech Extraligy za HC Moeller Pardubice. V Extralize hrál jeden zápas i v sezóně 2006/07 opět v Pardubicích. 23. ledna 2011 přestoupil do Ústí nad Labem a v sezóně 2010/11 patřil k nejproduktivnějším hokejistům 1. ligy. V nadcházejících sezónách patřil stále k nejproduktivnějším hráčům 1. respektive WSM ligy a stále byl věrný ústeckému klubu. Svůj osobní rekord v bodování v 1. lize vytvořil dokonce ve svých 38 letech a přitom si držel velmi nízkou vylučovanost. Kariéru ukončil v průběhu sezóny 2019/20 v dresu Slovanu. V první lize odehrál včetně playoff přes tisíc utkání a nasbíral přes tisíc bodů.

## Klubové statistiky
| Sezóna       | Klub                         | Soutěž       |     | Základní část | Základní část | Základní část | Základní část | Základní část |     | Play off | Play off | Play off | Play off | Play off |
| Sezóna       | Klub                         | Soutěž       | Z   | G             | A             | B             | TM            | Z             | G   | A        | B        | TM       |          |          |
| 1996-97      | HC Sparta Praha              | ČE           | 4   | 0             | 0             | 0             | 0             | —             | —   | —        | —        | —        |          |          |
| 1998-99      | HC Berounští Medvědi         | 1.ČL         | 48  | 16            | 13            | 29            | —             | —             | —   | —        | —        | —        |          |          |
| 1998-99      | HC Sparta Praha              | ČE           | 3   | 0             | 0             | 0             | 2             | 6             | 0   | 0        | 0        | 2        |          |          |
| 1999-00      | HC Sparta Praha              | ČE           | 8   | 0             | 0             | 0             | 4             | —             | —   | —        | —        | —        |          |          |
| 1999-00      | HC Berounští Medvědi         | 1.ČL         | 38  | 10            | 24            | 34            | 10            | 3             | 1   | 0        | 1        | 2        |          |          |
| 2000-01      | HC Vagnerplast Kladno        | ČE           | 7   | 0             | 0             | 0             | 0             | —             | —   | —        | —        | —        |          |          |
| 2000-01      | HC Berounští Medvědi         | 1.ČL         | 33  | 8             | 5             | 13            | 12            | 4             | 1   | 2        | 3        | 2        |          |          |
| 2001-02      | HC Berounští Medvědi         | 1.ČL         | 19  | 0             | 2             | 2             | 10            | —             | —   | —        | —        | —        |          |          |
| 2001-02      | KLH Chomutov                 | 1.ČL         | 18  | 7             | 3             | 10            | 8             | 6             | 4   | 2        | 6        | 0        |          |          |
| 2002-03      | KLH Chomutov                 | 1.ČL         | 22  | 7             | 3             | 10            | 24            | —             | —   | —        | —        | —        |          |          |
| 2002-03      | HC VČE Hradec Králové        | 1.ČL         | 23  | 14            | 7             | 21            | 10            | —             | —   | —        | —        | —        |          |          |
| 2003-04      | HC VČE Hradec Králové        | 1.ČL         | 37  | 16            | 26            | 42            | 45            | 3             | 1   | 2        | 3        | 6        |          |          |
| 2004-05      | HC Moeller Pardubice         | ČE           | 2   | 0             | 0             | 0             | 0             | —             | —   | —        | —        | —        |          |          |
| 2004-05      | HC VČE Hradec Králové        | 1.ČL         | 45  | 12            | 32            | 44            | 39            | 4             | 0   | 2        | 2        | 0        |          |          |
| 2005-06      | HC VČE Hradec Králové        | 1.ČL         | 51  | 21            | 22            | 43            | 6             | 9             | 4   | 4        | 8        | 2        |          |          |
| 2006-07      | HC Moeller Pardubice         | ČE           | 1   | 0             | 0             | 0             | 0             | —             | —   | —        | —        | —        |          |          |
| 2007-08      | HC VCES Hradec Králové       | 1.ČL         | 37  | 18            | 15            | 33            | 28            | 11            | 8   | 5        | 13       | 6        |          |          |
| 2008-09      | HC VCES Hradec Králové       | 1.ČL         | 42  | 22            | 32            | 54            | 30            | 16            | 6   | 10       | 16       | 6        |          |          |
| 2009-10      | HC VCES Hradec Králové       | 1.ČL         | 43  | 21            | 24            | 45            | 20            | 10            | 4   | 12       | 16       | 6        |          |          |
| 2010-11      | HC VCES Hradec Králové       | 1.ČL         | 38  | 21            | 21            | 42            | 8             | —             | —   | —        | —        | —        |          |          |
| 2010-11      | HC Slovan Ústečtí Lvi        | 1.ČL         | 5   | 1             | 1             | 2             | 2             | 14            | 5   | 6        | 11       | 8        |          |          |
| 2010-11      | HC Slovan Ústečtí Lvi        | 1.ČL         | —   | —             | —             | —             | —             | 7*            | 4*  | 1*       | 5*       | 4*       |          |          |
| 2011-12      | HC Slovan Ústečtí Lvi        | 1.ČL         | 50  | 26            | 32            | 58            | 18            | 16            | 10  | 9        | 19       | 16       |          |          |
| 2012-13      | HC Slovan Ústečtí Lvi        | 1.ČL         | 43  | 28            | 33            | 61            | 18            | 8             | 3   | 4        | 7        | 4        |          |          |
| 2013-14      | HC Slovan Ústečtí Lvi        | 1.ČL         | 48  | 22            | 21            | 43            | 24            | 5**           | 0** | 3**      | 3**      | 0**      |          |          |
| 2014-15      | HC Slovan Ústí nad Labem     | 1.ČL         | 52  | 38            | 33            | 71            | 28            | 9             | 8   | 5        | 13       | 4        |          |          |
| 2014-15      | HC ČSOB Pojišťovna Pardubice | ČE           | 1   | 0             | 1             | 1             | 0             | —             | —   | —        | —        | —        |          |          |
| 2015-16      | HC Slovan Ústí nad Labem     | 1.ČL         | 51  | 33            | 40            | 73            | 34            | 15            | 12  | 15       | 27       | 6        |          |          |
| 2016-17      | HC Slovan Ústí nad Labem     | 1.ČL         | 40  | 19            | 20            | 39            | 22            | 4             | 0   | 1        | 1        | 4        |          |          |
| 2017-18      | HC Slovan Ústí nad Labem     | 1.ČL         | 42  | 15            | 29            | 44            | 26            | —             | —   | —        | —        | —        |          |          |
| 2018-19      | HC Slovan Ústí nad Labem     | 1.ČL         | 36  | 6             | 20            | 26            | 20            | —             | —   | —        | —        | —        |          |          |
| 2019-20      | HC Slovan Ústí nad Labem     | 1.ČL         | 12  | 5             | 1             | 6             | 8             | —             | —   | —        | —        | —        |          |          |
| ČE celkově   | ČE celkově                   | ČE celkově   | 26  | 0             | 1             | 1             | 6             | 6             | 0   | 0        | 0        | 2        |          |          |
| 1.ČL celkově | 1.ČL celkově                 | 1.ČL celkově | 920 | 401           | 491           | 892           | 474           | 153           | 78  | 97       | 175      | 86       |          |          |